# Calhau
Calhau este o așezare situată în vestul insulei São Vicente, parte componentă a Republicii Capului Verde. Turism.